# Allotropa conventus
Allotropa conventus är en stekelart som beskrevs av Maneval 1936. Allotropa conventus ingår i släktet Allotropa och familjen gallmyggesteklar. Arten är reproducerande i Sverige. Inga underarter finns listade i Catalogue of Life.